# Isla Arakamchechen
La isla Arakamchechen (en ruso: Остров Аракамчечен; en ruso transliterado: Ostrov Arakamchechen) es una isla habitada del ártico ruso, localizada en aguas del mar de Bering. 
Administrativamente, la isla pertenece al Distrito autónomo de Chukotka de la Federación de Rusia.

## Geografía
La isla Arakamchechen se encuentra al norte de cabo Chaplino, muy cerca de la costa de la península de Chukotka. Está separada de la costa continental por un estrecho de unos 8 km de anchura. 
La isla tiene 32 km de largo y una anchura máxima de 21 km. Al sur de la isla se encuentra la isla Yttygran, separadas ambas por un estrecho de unos 5 km. La isla tiene un interior montañoso.
Las ballenas beluga son comunes en las aguas alrededor de las islas Arakamchechen y Yttigran. Muchas morsas viven en colonias en sus costas.
La isla no está habitada y el asentamiento más cercano es Yanrakynnot. Hoy en día la isla es muy popular entre los turistas de vida silvestre.